# Casa Bertrand (Sant Cugat del Vallès)
La Casa Bertrand és un edifici del municipi de Sant Cugat del Vallès (Vallès Occidental) que forma part de l'Inventari del Patrimoni Arquitectònic de Catalunya.
Aquesta casa va ser propietat de l'industrial Manuel Bertrand Girona. Durant la Guerra civil espanyola residí en aquesta casa el doctor Juan Negrín, president del govern de la Segona República Espanyola, quan va traslladar la seva seu a Barcelona.

## Descripció
Casa aïllada tipus "Montse" o estil Tudor, amb elements centreeuropeus. Està envoltada per jardí i és de grans dimensions. De planta rectangular, consta de diversos cossos; un d'ells és una capella, que presenta decoració neogòtica. Tots els detalls de disseny (mènsules, tribunes, cobertes, llar de foc, etc.) són molt acurats. El material constrictiu és de caràcter semifabricat, de blocs de morter amb addició de colorant. Sembla que aquest material va ser promocionat al Vallès durant la dècada de 1920. Els arquitraus i l'encavallada, de fusta, també són elements de construcció freqüents en aquest període.